# 石川迪夫
石川 迪夫 （いしかわ みちお、1934年3月2日 - ）は、日本の原子力工学者。原子力発電とその溶融、廃炉、安全性を専門とする。現在は日本原子力技術協会最高顧問である。

## 経歴
兵庫県に生まれる。東京大学工学部卒業後、1957年（昭和32年）日本原子力研究所へ入所。安全解析部長、動力試験炉部長、東海研究所副所長などを経て、1991年（平成3年）より北海道大学工学部教授となる。退官後、2005年（平成17年）4月13日から2008年（平成20年）3月15日まで日本原子力技術協会の初代理事長を歴任、理事長退任と同時に同協会の最高顧問へ就任した。
1972年　東京大学より工学博士号を得る。論文の題は「暴走出力により誘起される即発性減速材加熱効果の解析」。

## 人物

### 発言
- 福島第一原子力発電所事故において2011年（平成23年）5月12日に東京電力が「燃料が形状を維持せず、圧力容器下部に崩れ落ちた状態」と説明した1号機の炉心の状態について、「冷やされているので再臨界などの可能性はない」としながら「燃料棒が溶け落ちたという点では、米国のスリーマイル島原発事故と同じ状況だ。圧力容器の内部は非常に高温で、溶けた燃料棒は圧力容器の下部でラグビーボールのような形状に変形しているのではないか」とみている、と、毎日新聞により報じられた[4]。

## 著書
- 「原子炉解体：安全な退役のために」講談社 1993年 ISBN 9784062064194
- 「新装版 原子炉解体 廃炉への道」講談社 2011年 ISBN 978-4062170253 「原子炉解体」の改定版
- 「原子力への目」 日本電気協会新聞部 2005年 ISBN 9784902553215
- 「原子炉の暴走―SL‐1からチェルノブイリまで」 日刊工業新聞社 1996年 ISBN 978-4526038457
- 「原子炉の暴走：臨界事故で何が起きたか」 日刊工業新聞社 2008年 ISBN 9784526060434 「原子炉の暴走」の改定版
- 「炉心溶融・水素爆発はどう起こったか」 日本電気協会新聞部 2014年 ISBN 978-4905217343